# Karl-Heinz Edler
Karl-Heinz Edler (* 20. Januar 1929) ist ein ehemaliger deutscher Fußballspieler.

## Werdegang
Der Mittelläufer Edler begann seine Karriere bei Arminia Bielefeld. Nach dem Abstieg aus der Oberliga West im Jahre 1950 rückte er in die erste Mannschaft der Ostwestfalen auf. Zwischen 1950 und 1952 kam er auf 50 Einsätze in der II. Division West für die Bielefelder und erzielte dabei drei Tore. Im Sommer wechselte er zum Oberligaaufsteiger SV Sodingen aus Herne. Mit den Sodingern wurde Edler in der Saison 1954/55 sensationell Vizemeister der Oberliga West hinter Rot-Weiss Essen und qualifizierte sich für die Endrunde um die deutsche Meisterschaft. Dort wurden die Sodinger Gruppendritter hinter dem 1. FC Kaiserslautern und dem Hamburger SV. Bis 1958 war Edler für die Sodinger in der Oberliga aktiv und erzielte in insgesamt 104 Oberligaspielen drei Tore. Dazu kommen sechs Einsätze ohne Torerfolg bei der Meisterschaftsendrunde 1955.